# Gonomyia turritella
Gonomyia turritella är en tvåvingeart som beskrevs av Alexander 1959. Gonomyia turritella ingår i släktet Gonomyia och familjen småharkrankar.
Artens utbredningsområde är Nepal. Inga underarter finns listade i Catalogue of Life.